# Santiago Medrano
Pour les articles homonymes, voir Medrano.
Pas d'image ? Cliquez ici

a Compétitions nationales et continentales officielles uniquement.

b Matchs officiels uniquement.
Dernière mise à jour le 8 juillet 2024.
Santiago Medrano, né le 6 mai 1996 à Bella Vista (Argentine), est un joueur de rugby à XV international argentin évoluant au poste de pilier.

## Carrière

### En club
Santiago Medrano commence sa carrière dans sa ville natale de Bella Vista, avec le club amateur du Club Regatas de Bella Vista qui dispute le Tournoi de l'URBA et le Nacional de Clubes,.
En 2018, il est recruté en cours de saison par la franchise des Jaguares qui évoluent en Super Rugby. Il fait ses débuts en Super Rugby le 4 mai 2018 contre les Chiefs, pour ce qui est la première victoire des Jaguares sur le sol néo-zélandais,. Après cette première saison où il ne joue que sept matchs (pour une titularisation), il est conservé dans l'effectif pour la saison 2019 de Super Rugby, où il s'impose comme le titulaire au poste de pilier droit,. Lors de la saison 2020 de Super Rugby, il n'a le temps de jouer que six matchs avant que la saison ne soit annulée en raison de la pandémie de Covid-19.
En 2020, les Jaguares sont exclus du Super Rugby, et il rejoint la franchise australienne de la Western Force en Super Rugby AU.
En 2022, après deux saisons en Australie, il s'engage avec le club anglais des Worcester Warriors en Premiership. Néanmoins, il ne porte jamais les couleurs de sa nouvelle équipe, puisque le club est placé en redressement judiciaire en octobre 2022, et tous les joueurs sont licenciés.
Peu après son départ de Worcester, il décide de se réengager avec la Western Force pour la saison 2023 de Super Rugby.
En août 2023, il fait un passage de quelques mois avec le Lyon OU en Top 14, en tant que joker Coupe du monde. Il ne fait que deux apparitions avec le club lyonnais.
Après la saison 2024 de Super Rugby, la Western Force annonce son départ, après un total de quatre saisons disputées avec la franchise.
Peu de temps après cette annonce, il signe un contrat de deux saisons avec le RC Vannes, nouvellement promu en Top 14.

### En équipe nationale
Santiago Medrano joué avec l'équipe d'Argentine des moins de 20 ans, et dispute le championnat du monde junior en 2015 et 2016.
Il joue avec l'équipe nationale réserve d'Argentine (Argentine XV) entre 2016 et 2018, disputant la Coupe des nations, l'Americas Rugby Championship et le Pacific Challenge.
Il est sélectionné pour la première fois avec l'équipe d'Argentine en mai 2018. Il obtient sa première cape internationale le 9 juin 2018 à l’occasion d’un test-match contre l'équipe du pays de Galles à San Juan.
En 2019, il est sélectionné dans le groupe de 31 joueurs sélectionné par Mario Ledesma pour la Coupe du monde au Japon,. Il dispute quatre rencontres lors de la compétition, contre la France, les Tonga, l'Angleterre et les États-Unis.
En juin 2023, il fait partie du groupe argentin élargi à 48 joueurs afin de préparer la Coupe du monde en France. Il n'est cependant pas sélectionné au sein de l'effectif final de 33 joueurs.

## Palmarès

### En club
- Finaliste du Super Rugby en 2019 avec les Jaguares.

## Statistiques
Au 8 juillet 2024, Santiago Medrano compte 34 capes en équipe d'Argentine, dont 10 en tant que titulaire, depuis le 9 juin 2018 contre l'équipe du pays de Galles à San Juan.
Il participe à quatre éditions du Rugby Championship, en 2018, 2019, 2020 et 2021. Il dispute quinze rencontres dans cette compétition.